# Un carrer de París (Sol d'hivern)
Un carrer de París (Sol d'hivern) és un quadre de Marià Pidelaserra i Brias dipositat al Museu Nacional d'Art de Catalunya (Barcelona), el qual fou pintat l'any 1900.

## Context històric i artístic
Nascut a Barcelona l'any 1877, Pidelaserra va ésser alumne de l'Escola de la Llotja abans de passar dos anys a París (1899-1901). Allà s'impregnà de l'emoció suscitada per la pintura impressionista, i dels seus paisatges urbans, especialment per l'obra de Camille Pissarro, però ràpidament evolucionà cap al postimpressionisme quan descobrí la sèrie de la Catedral de Rouen de Claude Monet, en què l'artista s'esforçà a mostrar la mutabilitat del mateix paisatge segons els canvis de la llum a diferents hores del dia. Els quadres que Pidelaserra pintà seguint aquestes influències foren exposats en tornar de París a la Sala Parés (1902). Va ésser l'exposició més important en la vida d'aquest pintor. A partir d'aleshores, accentuà el seu postimpressionisme adoptant la tècnica puntillista d'una manera tan radical com la dels postimpressionistes francesos. El resultat va ésser la sèrie de paisatges del Montseny, d'una bellesa estranya i punyent, i el seu quadre La família Déu (avui al MNAC), que fou severament rebutjat per la crítica. La reacció de Pidelaserra, que encara no havia complert 30 anys, va ésser abandonar la pintura durant 26 anys. Quan reprengué la seua activitat no va poder retrobar la seua qualitat extraordinària i els seus quadres van perdre força.

## Descripció
Aquesta pintura a l'oli sobre tela de 66 × 42 cm (de la seua etapa parisenca i pintada sota la influència de Monet) respon a la intenció de l'autor de representar l'aspecte canviant, fugisser i temporal de la realitat. Les pinzellades barroques que evoquen una joiosa claror groga, en contrast amb l'enèrgica ombra fosca que domina l'esquerra del quadre, certifiquen el moment lumínic del dia en què ha estat pintat. Aquesta impressió és reforçada pel punt de vista a vol d'ocell que trenca la tradicional visió frontal.

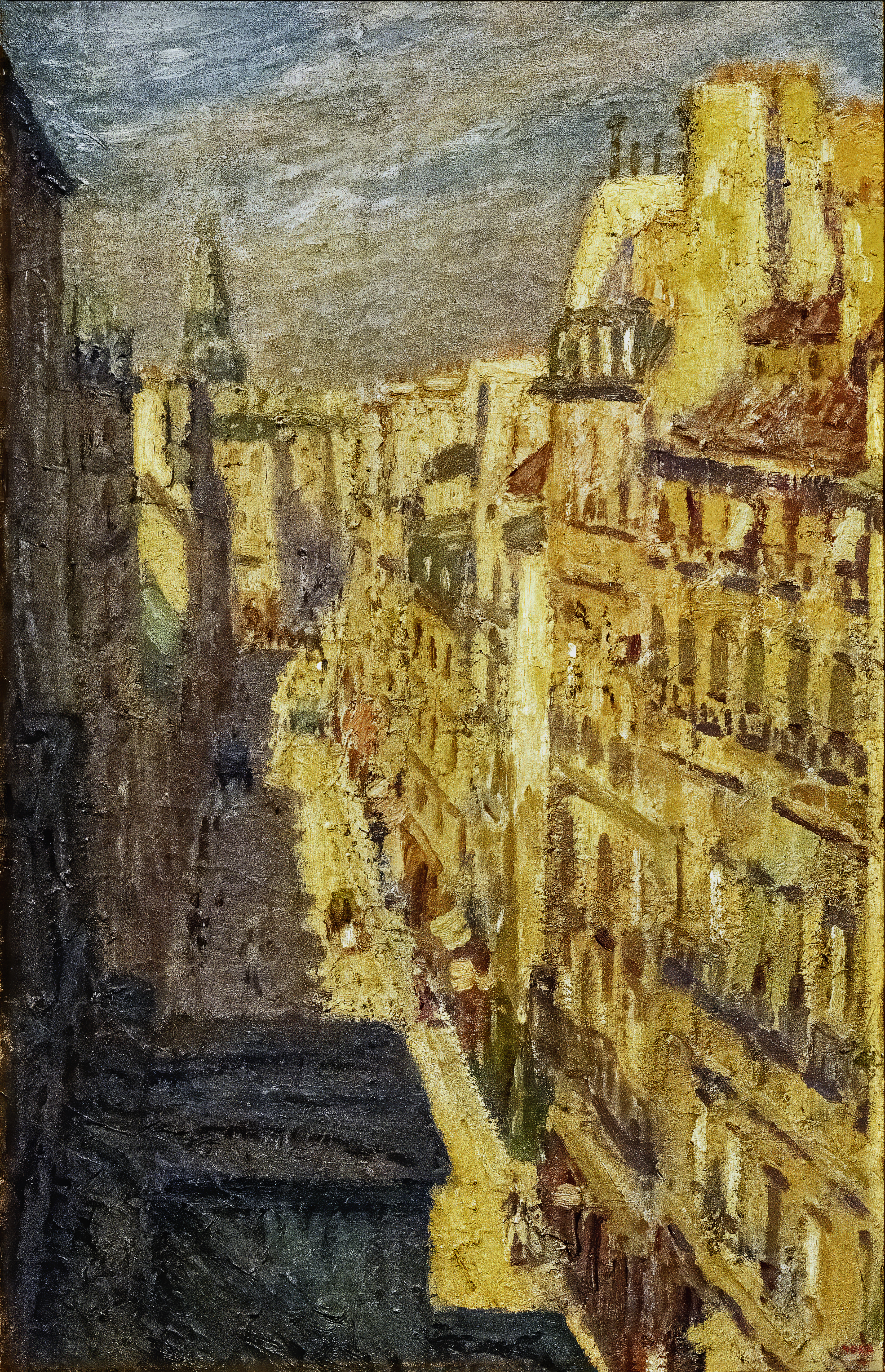
Un carrer de París (Sol d'hivern) al Museu Nacional d'Art de Catalunya